# 吴建民 (民运人士)
吴建民（1963年—），江苏南京人。曾就讀於江苏商业管理干部学院，是南京市高校學生自治聯合會主要負責人之一，曾參加並領導了八九六四學運江蘇南京的學潮運動六四运动。
1991年7月，吳建民因“組織領導反革命集團罪”首犯被南京市中級人民法院判處有期徒刑10年。
1991年，美國國務卿詹姆斯·貝克訪華時要求中國釋放政治犯，名單中包括“吳建民”，但時任中國外交部部長錢其琛以新聞司司長吳建民來混淆貝克（事见钱其琛回忆录《外交十记》）。
1997年，經美國政府協商斡旋，吳建民提前出獄。
2015年，因爲受到中共威脅抓捕的迫害，吳建民被迫流亡美國。
2017年，吳建民開始在YouTube製作節目《建民論推牆》。
他也是特朗普的积极支持者，认为因参与国会山骚乱而被判刑的人是“爱国者和良心犯”。